# Verőce, Pesta
Verőce  este un sat în districtul Szob, județul Pesta, Ungaria, având o populație de 3.456 de locuitori (2011). 

## Demografie
Componența etnică a satului Verőce
     Maghiari (93,34%)
     Germani (3,54%)
     Romi (1,42%)
     Necunoscut (1,08%)
     Alții (0,62%)
Componența confesională a satului Verőce
     Romano-catolici (50,03%)
     Fără religie (13,89%)
     Reformați (10,76%)
     Luterani (1,74%)
     Atei (1,45%)
     Necunoscută (21,38%)
     Greco-catolici (0,75%)
     Alte religii (2,81%)
Conform recensământului din 2011, satul Verőce avea 3.456 de locuitori. Din punct de vedere etnic, majoritatea locuitorilor (93,34%) erau maghiari, existând și minorități de germani (3,54%) și romi (1,42%). Apartenența etnică nu este cunoscută în cazul a 1,08% din locuitori.  Din punct de vedere confesional, majoritatea locuitorilor (50,03%) erau romano-catolici, existând și minorități de persoane fără religie (13,89%), reformați (10,76%), luterani (1,74%) și atei (1,45%). Pentru 21,38% din locuitori nu este cunoscută apartenența confesională.